# Lucembursko na Letních olympijských hrách 1992
Lucembursko se účastnilo Letních olympijských her 1992 ve španělské Barceloně a zastupovalo ho 6 sportovců ve 4 sportech (5 mužů a 1 žena). Vlajkonošem výpravy byl lucemburský plavec Yves Clausse, který byl nejmladším z týmu. V době konání her mu bylo 23 let. Nejstarší z týmu byl Constant Wagner, kterému bylo v době konání her 51 let. Nikomu z výpravy se během her nepodařilo získat medaili.

## Disciplíny

### Judo
| Sportovec   | Disciplína     | Výsledek |
| ----------- | -------------- | -------- |
| Igor Muller | Muži nad 95 kg | 17.      |

### Lukostřelba
V lukostřelbě Lucembursko reprezentovala Jeannette Goergen-Philip. Šlo o pátý start lucemburského lukostřelce na letních olympijských hrách. Během základního kola zaznamenala zisk 1261 bodů. Tento výsledek ji zařadil na 38. místo, ale nestačil na postup do dalších kol soutěže.
| Sportovkyně              | Disciplína               | Základní kolo | Základní kolo | 1/32         | 1/16         | Čtvrtfinále  | Semifinále   | Finále/Bronzová medaile | Finále/Bronzová medaile |
| Sportovkyně              | Disciplína               | Skóre         | Pořadí        | Soupeřka     | Soupeřka     | Soupeřka     | Soupeřka     | Soupeřka                | Pořadí                  |
| ------------------------ | ------------------------ | ------------- | ------------- | ------------ | ------------ | ------------ | ------------ | ----------------------- | ----------------------- |
| Jeannette Goergen-Philip | Závod jednotlivců – ženy | 1261          | 38.           | nepostoupila | nepostoupila | nepostoupila | nepostoupila | nepostoupila            | nepostoupila            |

### Plavání
| Sportovec    | Disciplína                | Rozplavba       | Rozplavba       | Finále B    | Finále B    | Finále      | Finále      |
| Sportovec    | Disciplína                | Čas             | Pořadí          | Čas         | Pořadí      | Čas         | Pořadí      |
| ------------ | ------------------------- | --------------- | --------------- | ----------- | ----------- | ----------- | ----------- |
| Yves Clausse | 50 m volný způsob – muži  | diskvalifikován | diskvalifikován | nepostoupil | nepostoupil | nepostoupil | nepostoupil |
| Yves Clausse | 100 m volný způsob – muži | 51,47           | 6.              | nepostoupil | nepostoupil | nepostoupil | nepostoupil |
| Yves Clausse | 200 m volný způsob – muži | 1:54,45         | 4.              | nepostoupil | nepostoupil | nepostoupil | nepostoupil |

### Střelba
| Sportovec          | Disciplína                     | Kvalifikace | Kvalifikace | Kvalifikace | Kvalifikace | Finále          | Finále          | Finále      | Finále      |
| Sportovec          | Disciplína                     | Body        | Body        | Pořadí      | Pořadí      | Body            | Body            | Pořadí      | Pořadí      |
| ------------------ | ------------------------------ | ----------- | ----------- | ----------- | ----------- | --------------- | --------------- | ----------- | ----------- |
| Jean-Claude Kremer | Vzduchová puška na 10 m mužů   | 584         | 584         | 27.         | 27.         | nepostoupil     | nepostoupil     | nepostoupil | nepostoupil |
| Constant Wagner    | Vzduchová pistole na 10 m mužů | 570         | 570         | 35.         | 35.         | nepostoupil     | nepostoupil     | nepostoupil | nepostoupil |
| Sportovec          | Disciplína                     | Kvalifikace | Kvalifikace | Semifinále  | Semifinále  | Vyřazovací kolo | Vyřazovací kolo | Finále      | Finále      |
| Sportovec          | Disciplína                     | Body        | Pořadí      | Body        | Pořadí      | Body            | Pořadí          | Body        | Pořadí      |
| Michel Think       | Smíšený trap                   | 140         | 29.         | nepostoupil | nepostoupil | nepostoupil     | nepostoupil     | nepostoupil | nepostoupil |